# Why We Thugs
Why We Thugs è un singolo di Ice Cube, estratto dall'album Laugh Now, Cry Later. Il testo menziona George W. Bush, Saddam Hussein, Russell Simmons e la Sugarhill Gang. Nel video compaiono WC e suo fratello DJ Crazy Toones, oltre all'attore Mike Epps.